# Pfarrkirche St. Gotthard in Niederösterreich

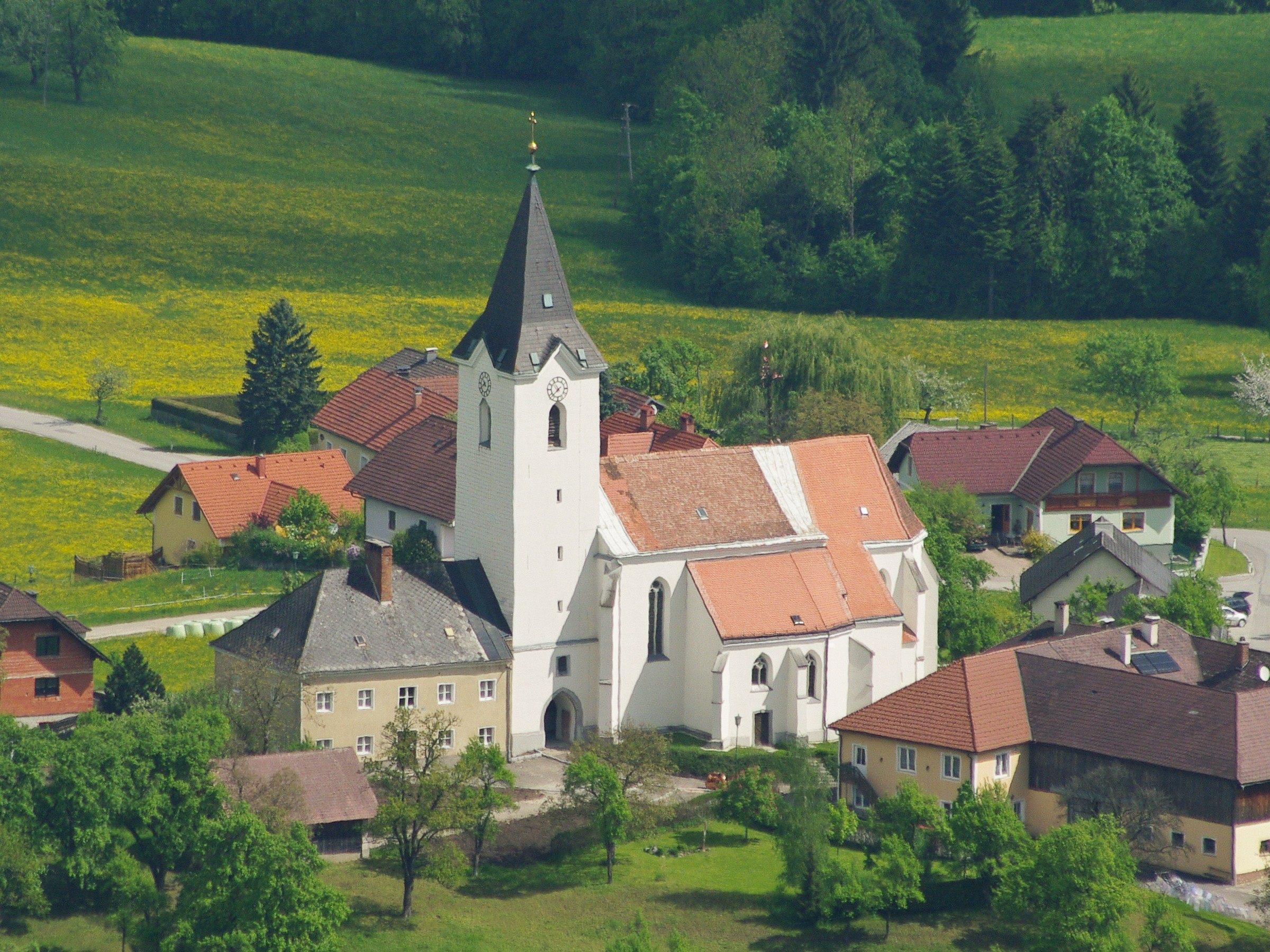
Katholische Pfarrkirche hl. Gotthard in St. Gotthard in Texingtal

Die römisch-katholische Pfarrkirche St. Gotthard steht erhöht auf eine Hügelkuppe weithin sichtbar im Kirchweiler St. Gotthard der Gemeinde Texingtal im Bezirk Melk in Niederösterreich. Die dem Patrozinium des Heiligen Godehard von Hildesheim unterstellte Pfarrkirche gehört zum Dekanat Scheibbs in der Diözese St. Pölten. Die Kirche und der ehemalige Friedhof stehen unter Denkmalschutz (Listeneintrag).

## Geschichte
Reste einer romanischen Vorgängerkirche als Saalkirche mit einer halbrunden Apsis aus dem 12. Jahrhundert wurden 1995 ergraben. Das heutige Langhaus aus dem Ende des 14. Jahrhunderts erhielt um 1450 einen Chor und 1480 eine südliche Seitenkapelle und einen Westturm. 1995/1996 war eine Restaurierung.
Eine Pfarre bestand um 1200 und wurde 1227 urkundlich genannt. Die Pfarre ging 1368 vom Stift St. Pölten als Vikariat an die Pfarre Hürm und 1530 an die Dechantei Kirnberg. Im Jahr 1758 wurde die Pfarre aufgehoben und 1785 wiedererrichtet. Wegen einer Quelle, dem Gotthardibrunnen,  entstand ein vielbesuchter Wallfahrtsort.

## Architektur
Die Kirche steht an einem abfallenden Terrain im Osten und Norden auf einer Futtermauer und war bis etwa 1905 von einem Friedhof umgeben.
Die Kirche hat auf allen Seiten Strebepfeiler mit Wasserschlägen und zweibahnige Maßwerkfenster. Am südlichen Langhaus steht eine hohe spätgotische Seitenkapelle unter einem Pultdach mit einem schlichten Portal aus dem 17. Jahrhundert. Der mächtige massive fünfgeschoßige Westturm hat im Erdgeschoß eine spitzbogentonnengewölbte offene Durchfahrt mit je einem Spitzbogenportal im Norden und Süden und darüber ein spätgotisches spitzbogiges Fenster mit einer steinernen Sohlbank, weiters Schlitzfenster, im Schallgeschoß Spitzbogenfenster und Uhrengiebel und ein Spitzhelm von 1876. Das Westportal des Langhauses im offenen Turmerdgeschoß teils überlagert von der Wölbung des Turmdurchfahrt hat eine reiche Stabrahmung und eine Oberlichte aus dem Anfang des 15. Jahrhunderts, die Türflügel sind barock. Im Süden des Chores steht ein zweigeschoßiger Sakristeianbau aus der ersten Hälfte des 19. Jahrhunderts.
Der ehemalige zweigeschoßige Pfarrhof von 1754/1756 unter einem Walmdach ist westlich am Kirchturm angebaut.
Das Kircheninnere zeigt ein Langhaus als hoher dreijochiger Hauptraum mit Kreuzrippengewölben auf Diensten aus dem Ende des 14. Jahrhunderts und südlich eine zweijochige Seitenkapelle mit Sternrippengewölben aus dem Ende des 15. Jahrhunderts. Im Westjoch des Hauptraumes befindet sich eine mächtige dreischiffige spätgotische sternrippenunterwölbte Empore auf achteckigen Pfeilern, die Brüstung hat Kassetten mit Stäben, im Süden gibt es einen Treppenaufgang mit einem steinernen Handlauf und einem Schulterportal. Der hohe Triumphbogen ist leicht eingezogen. Der zweijochige Chor mit einem Dreiachtelschluss hat ein Netzrippengewölbe aus dem dritten Viertel des 15. Jahrhunderts, in der Chorsüdwand befinden sich zwei Schulterportale zur Sakristei und zu einem Treppenaufgang, im Chor ist eine Rechtecknische mit Konsole, in der Chornordwand befindet sich eine spätgotische Sakramentsnische mit Stabrahmung und Blendmaßwerk mit einem originalen Schmiedeeisengitter.

## Ausstattung
Es gibt eine einheitliche teils schablonierte Ausmalung späthistoristisch mit Jugendstilelementen um 1900.

## Einrichtung
Der bemerkenswerte frühbarocke Hochaltar aus der ersten Hälfte des 17. Jahrhunderts wurde vom Maler W. Leopolt Felberer 1727 gefasst. Der Hochaltar hat einen strengen Aufbau mit seitlich mit je einem kräftigen Spiralsäulenpaar mit Fruchtranken, er trägt die Statuen der Heiligen Nikolaus und seliger Hartmann, er hat mittig in einer offenen Nische und um 1900 mit einer ornamentalen Glasmalerei hinterlegt die Statue hl. Gotthard aus dem 19. Jahrhundert, im Sprenggiebel mit Aufsatz wiederholt sich das Retabel mit Statuen, mittig spätgotisch Maria mit Kind und die Heiligen Johannes Evangelist, Leonhard, Paulus, Erhard, Barbara und Engelsköpfe. Der Tabernakel mit adorierenden Engeln und mit einer kleinen Statue Christus Salvator entstand in der Mitte des 19. Jahrhunderts.
Die neugotische Ständerkanzel mit Blendmaßwerk und einem hölzernen Treppenaufgang schuf Engelbert Westreicher 1870. Die Kreuzwegbilder schuf N. Kastner 1875.
Der spätgotische Taufstein mit einem oktogonalen Becken trägt einen Deckel mit der Statue hl. Johannes der Täufer aus dem Ende des 17. Jahrhunderts. Das Weihwasserbecken ist muschelförmig.
Die Orgel baute Franz Hölzl 1858, sie hat Vasenaufsätze und trägt eine Statue hl. Cäcilia aus dem Ende des 18. Jahrhunderts.

## Grabdenkmäler
Außen
- In der Turmdurchfahrt Wappengrabstein zu Tobias Filiey 1616, ein Grabstein zu Pfarrer Wolfgang Hans Tausendfreund 1516, ein Grabstein auf einem Postament zu Christian Renk 1874.

Innen
- Grabstein zu Pfarrer Balthasar Rieger 1661 hinter dem Hochaltar.